# Stenfinn

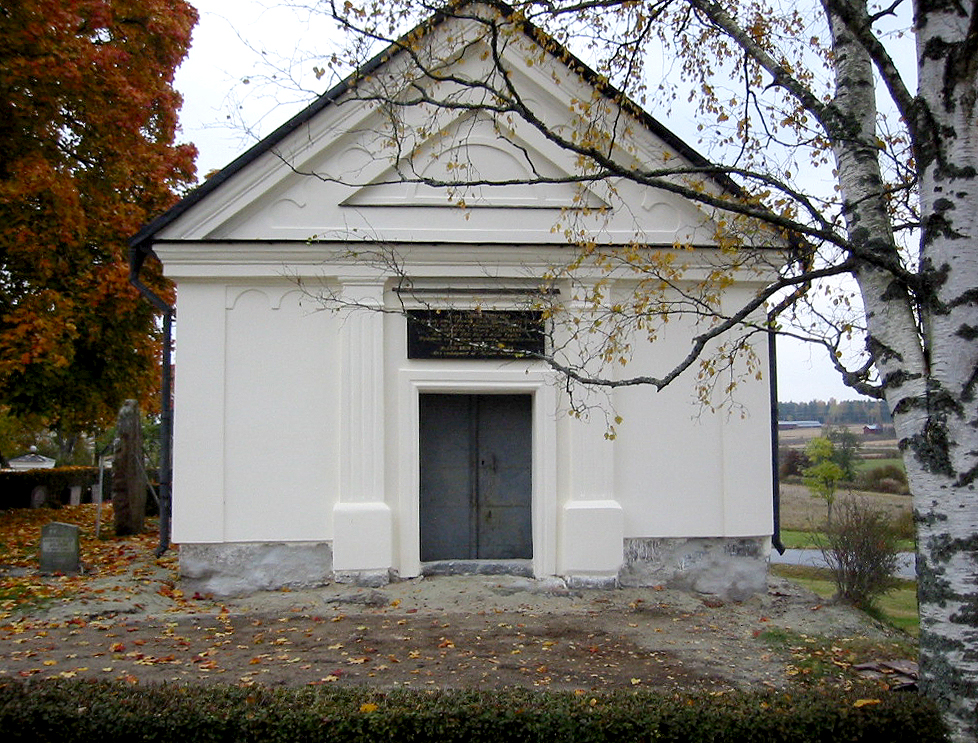
Staffans stupa på kyrkogården i Norrala, Hälsingland.

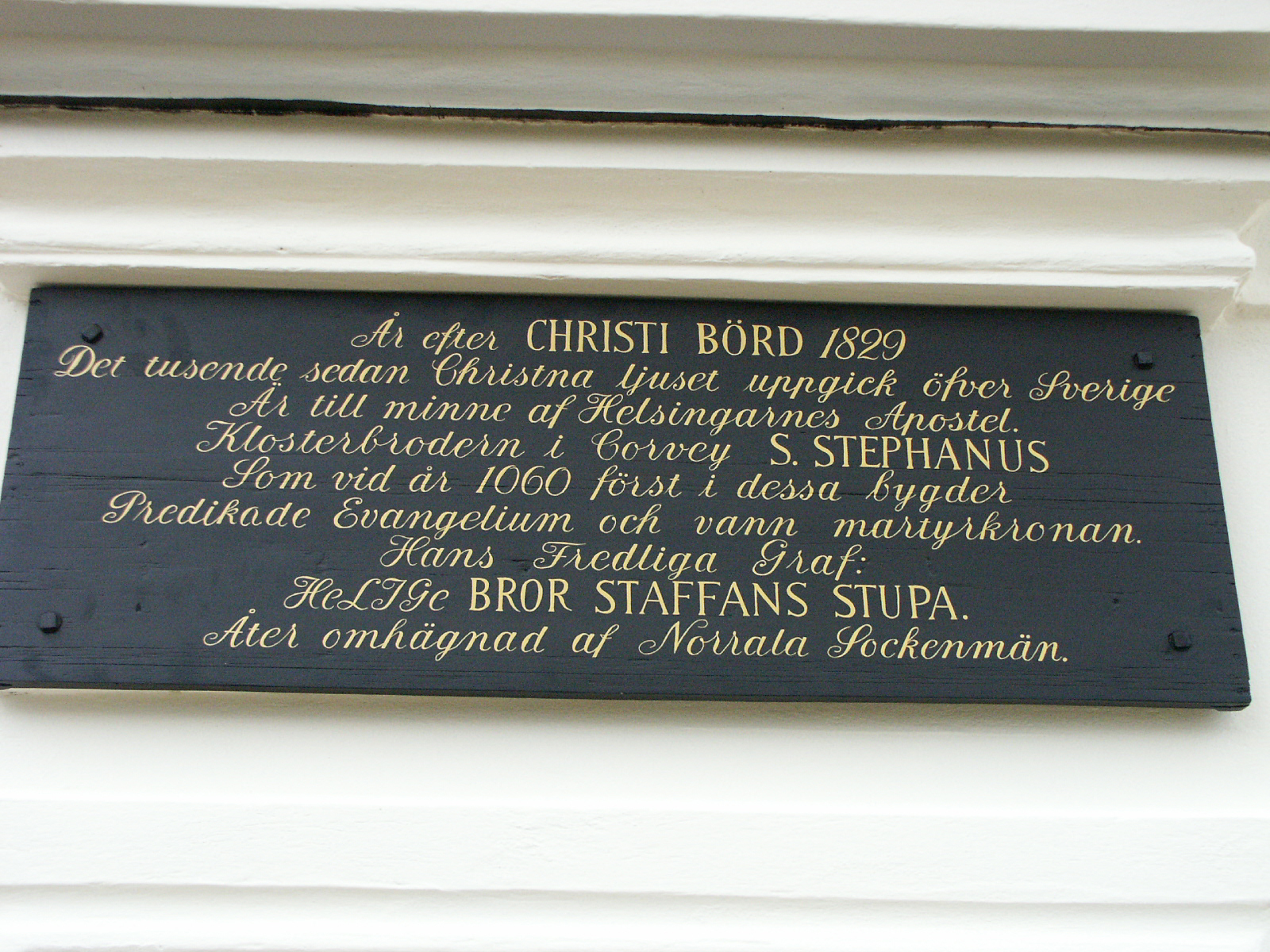
Inskriptionstavla på Staffans stupa.

Stenfinn, Staffan eller Stefan (latin Stephanus), var en missionär i Hälsingland. Namnet Stenfinn som antyder nordiskt påbrå är mycket likt namnet Stefan. Den svenska versionen av sankt Staffan syftar sannolikt på Stenfinn som är Hälsinglands apostel och skyddshelgon.[källa behövs] Innan dess verkade han i Uppsala och Sigtuna.
Enligt Adam av Bremen hette han egentligen Stenfinn men fick namnet Simeon av den bremiske ärkebiskopen Adalbert (1043–1072). När denne vigde sex missionsbiskopar för svensk räkning var en av dessa Stenfinn. Adam av Bremen har berättat att "på gränsen mellan svearnas och norrmännens land bor skridfinnarna, vilka sägs löpa snabbare än vilda djur. Deras största samhälle är Hälsingland". Hit skickades nu Stenfinn som förste biskop för att kristna människorna och genom sin predikan fick han många att konvertera till kristendomen.
Lite mer utförligt men desto mera osäkert är de berättelser som nedskrevs på 1450-talet i den Prosaiska krönikan, en kort framställning av Sveriges äldre historia. Här berättas om hur den nitiske missionären dristade sig till att förstöra avgudatempel och bildstoder men tvingades fly för de uppretade hedningarna. Dessa hann emellertid upp honom och stenade honom till döds i en skog vid namn Ödmården vid Tynnebroå. Traditionen utpekar platsen till Kapellsten i Skogs socken, där det finns ett stort flyttblock som ingår i ett offerkast.
Martyren begravdes vid nuvarande Norrala kyrka och över hans grav restes ett litet kapell av trä. Sådana kapell kallades förr, särskilt i Hälsingland, stupor,  ett ord som inte har med den buddhistiska stupan att göra. Då den på 1800-talet ersattes med en ny byggnad av sten borttogs ett par yttre brädfoder daterade till 1700-talet. En teckning från 1600-talet på "Helge Bror Staffans stupa" finns dock bevarad. En minnessten är nu rest vid Staffans stupa.
En sen länge utbredd uppfattning att Stenfinn (Staffan) har ett samband med "Staffansskedet" och "Staffansvisorna", har visat sig vara ganska ohållbar, då han officiellt aldrig varit ett helgon i samma bemärkelse som den helige Stefanos. I folkloristiska myter och legender har de båda däremot länkats samman.